# Matija Nastasić
Matija Nastasić (en serbi ciríl·lic: Матија Настасић; nascut el 28 de març de 1993) és un futbolista serbi que juga com a central esquerrà al CD Leganés. És internacional amb l'equip nacional de Sèrbia.
Va començar la seva carrera al Partizan, i després d'una cessió al Teleoptik es va unir a la Fiorentina italiana el 2011. Després d'una temporada allà es va traslladar al Manchester City per 15 milions d'euros i un intercanvi amb Stefan Savić, guanyant la Premier League el 2014, malgrat els problemes de lesions. El 2015 es va incorporar al Schalke, on va romandre set anys, abans de tornar a la Fiorentina el 2021.
Nastasić va fer el seu debut internacional sènior amb Sèrbia el 2012 i hi ha disputat més de 30 partits.

## Carrera de club

### Partizan
Matija Nastasić és un producte del planter del Partizan. No va poder trobar espai a la configuració del primer equip del Partizan, va ser enviat cedit al FK Teleoptik de la segona divisió sèrbia, a Zemun. Allà, el jove central esquerrà va fer 21 aparicions i va cridar l'atenció del director esportiu de la Fiorentina en aquell moment, Pantaleo Corvino, que el va fitxar amb un contracte de 4 milions d'euros.

### Fiorentina
Nastasić va passar cert temps al juvenil de l'ACF Fiorentina, però, per la manca de centrals de qualitat a la plantilla i les sancions i lesions, va fer que entrenés amb el primer equip en moltes ocasions. El seu company serbi i entrenador de la Fiorentina, Siniša Mihajlović, li va permetre el seu debut a la Sèrie A l'11 de setembre de 2011 en una victòria per 2-0 contra el Bolonya. Aquella temporada va fer 25 aparicions més, però una va destacar més que cap i va ser durant aquesta actuació quan es va anunciar al futbol italià i mundial. Va ser un partit entre La Viola i l'AC Milan a l'Estadio Artemio Franchi. Nastasić va mostrar moltes de les seves qualitats: entrada, comoditat a la pilota, astúcia tàctica. Van ser aquestes qualitats les que van portar a un traspàs en el dia límit al Manchester City anglès en una operació per valor de 24,4 milions d'euros, excloent el valor de Stefan Savić que va ser donat a la Fiorentina com a part de l'intercanvi.

### Manchester City

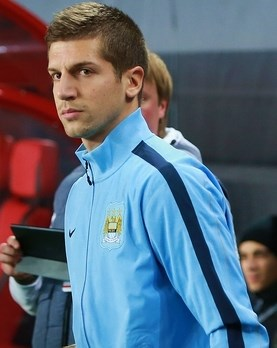
Nastasić amb el Manchester City el 2013

Nastasić va signar un contracte de cinc anys amb el Manchester City, que finalitzava el 30 de juny de 2017. Va formar part d'un acord d'intercanvi amb Stefan Savić. Va debutar amb el club el 18 de setembre de 2012, començant en un partit fora de casa de la Lliga de Campions contra el Reial Madrid a l'estadi Santiago Bernabéu. Va debutar a la Premier League el 29 de setembre en una victòria per 2-1 contra el Fulham. Va consolidar el seu lloc a l'onze titular i el seu gran estat de forma li va valer el Premi al Jugador del Mes del club de novembre. Ràpidament convertint-se en un dels favorits dels aficionats, el jove va expulsar Joleon Lescott, de 30 anys, de l'alineació titular en la posició de defensa central i va ser seleccionat com a titular a la final de la FA Cup 2013, una derrota per 1-0 davant el Wigan Athletic. El maig de 2013, va ser nomenat jugador jove de la temporada del Manchester City.
Nastasić va tenir una temporada menys reeixida la 2013-14, es va perdre la major part de la campanya per lesió. Va jugar 13 partits de lliga i el Manchester City va guanyar el títol de la Premier League.

### Schalke 04
El 13 de gener de 2015, després de no haver jugat al City durant la temporada, va ser cedit al club alemany Schalke 04 per la resta de la temporada. Va debutar-hi el 31 de gener, començant com a titular en una victòria a casa per 1-0 contra l'Hannover 96. Després de no haver participat a la Lliga de Campions aquella temporada, va participar en els dos partits de l'eliminació del Schalke pel Reial Madrid als vuitens de final.
L'11 de març de 2015, el Schalke 04 va activar la clàusula de compra del seu contracte de préstec, que es creu que era de 12 milions d'euros, i Nastasić va signar un contracte de quatre anys amb el club alemany.
El 8 d'agost de 2015, Nastasić va marcar el seu debut de temporada marcant el seu primer gol amb el club, en una victòria per 5-0 contra el MSV Duisburg a la primera ronda de la DFB-Pokal.
El juny de 2018, juntament amb el porter Ralf Fährmann, Nastasić va signar una pròrroga de contracte amb el Schalke per quedar-se amb el club fins a l'estiu de 2022.

### Tornada a la Fiorentina
L'agost de 2021, Nastasić va fitxar de nou per la Fiorentina després del descens de l'Schalke 04 de la Bundesliga com a substitut de Germán Pezzella, que es va traslladar al Reial Betis Balompie la mateixa setmana.

### Mallorca
L'1 de setembre de 2022, Nastasić va signar un contracte d'un any amb el RCD Mallorca, amb opció de pròrroga. El 26 d'abril de 2023 va marcar el seu primer gol amb el Mallorca davant l'Atlètic de Madrid, amb un cop de cap des d'un córner.
L'1 de setembre de 2023, l'agent lliure Nastasić va tornar a Mallorca amb un contracte d'un any.

## Carrera internacional
Després d'haver representat equips de futbol juvenil de Sèrbia, Nastasić va debutar amb l'equip sènior el 29 de febrer de 2012 en un partit amistós contra Xipre. Va ser nomenat a la selecció preliminar de Sèrbia per a la Copa del Món de la FIFA 2018 a Rússia, però no va aparèixer a la selecció final de 23 jugadors.

## Palmarès
Manchester City
- Premier League: 2013–14
- Subcampió de la FA Cup: 2012–13[24]

Individual
- Jugador jove de l'any del Manchester City: 2012–13[9]